# Casey Wiegmann
Casey Peter Wiegmann (Parkersburg, 20 luglio 1973) è un ex giocatore di football americano statunitense che ha militato nel ruolo di centro nella National Football League (NFL).

## Carriera
Wiegmann giocò per i New York Jets, Chicago Bears e i Kansas City Chiefs prima di unirsi ai Denver Broncos nel 2008. La sua striscia di 127 partite consecutive era la più lunga tra tutti i centri in attività della NFL. Wiegmann fu parte della linea offensiva dei Broncos che pareggiò quella dei Tennessee Titans per il minor numero di sack subiti durante la stagione regolare. Nel gennaio 2009 fu scelto per partecipare all'unico Pro Bowl in carriera al posto dell'infortunato Kevin Mawae.
Wiegmann fu svincolato dai Broncos il 23 febbraio 2010. Firmò per fare ritorno ai Kansas City Chiefs il 12 marzo 2010. Al momento del ritiro stava giocando 11.000 snap consecutivi.

## Palmarès
- Convocazioni al Pro Bowl: 1

2008